# Борисов, Иван Фёдорович
Ива́н Фёдорович Бори́сов (28 августа 1924, Племянниково, Лев-Толстовский район — 27 мая 1994, Электросталь, Московская область) — советский офицер, участник Великой Отечественной войны, мастер танкового боя, Герой Советского Союза.

## Биография
Родился 28 августа 1924 года в селе Племянниково Лев-Толстовского района Липецкой области в семье крестьянина. Русский. В 1940 году окончил 8 классов школы. Затем работал электромонтёром на металлургическом заводе в городе Ступино Московской области, учился в техникуме.
Призван в РККА в апреле 1942 года. В 1943 году окончил Горьковское танковое училище (в Челябинске).
Участник Великой Отечественной войны с июня 1943 года. В должностях командира танка Т-34-85, затем танкового взвода воевал на Карельском, 3-м и 2-м Украинских фронтах. В боях был дважды ранен.
В 1943-44 годах участвовал в боях в Карелии на Кестеньгском направлении. В 1944 году — в Ясско-Кишинёвской операции, в том числе в освобождении города Леово, в освобождении Румынии, Болгарии, Югославии, Венгрии, в том числе городов Констанца, Варна, Бургас, Белград, в боях за Будапешт. В 1945 году принимал участие в боях на плацдарме за рекой Грон в Чехословакии.
Командир танка Т-34-85 1-го танкового батальона 36-й гвардейской танковой бригады 4-го гвардейского механизированного корпуса гвардии младший лейтенант И. Ф. Борисов отличился при освобождении Чехословакии. Противник пытался уничтожить плацдарм советских войск на западном берегу реки Грон. 17 февраля 1945 года перед командиром танка И. Ф. Борисовым была поставлена задача выйти в район высоты 177 у населённых пунктов Солдины и Камендин (севернее города Штурово, Словакия), встать в засаду и любой ценой не пропустить немцев к переправе. В трёхдневных оборонительных боях 17-19 февраля 1945 года его экипаж уничтожил 8 танков, 5 бронетранспортёров и до 270 солдат и офицеров противника. Благодаря экипажу И. Ф. Борисова противник не добился никаких успехов на этом направлении. В ночь на 24 февраля 1945 года экипажем И. Ф. Борисова было уничтожено ещё три немецких танка, таким образом он довёл свой личный счёт до 11 бронеединиц противника.
Указом Президиума Верховного Совета СССР от 28 апреля 1945 года «за образцовое выполнение боевых заданий командования на фронте борьбы с немецко-фашистскими захватчиками и проявленные при этом мужество и героизм» гвардии младшему лейтенанту Борисову Ивану Фёдоровичу присвоено звание Героя Советского Союза с вручением ордена Ленина и медали «Золотая Звезда» (№ 7380).
Участник Парада Победы на Красной площади в Москве 24 июня 1945 года, в числе других представлял танкистов 2-го Украинского фронта. Член КПСС с 1945 года.
После войны служил командиром танковой роты, батальона 175-го танкового полка 25-й танковой дивизии 4-й гвардейской механизированной армии в составе Группы советских войск в Германии (ГСВГ), а затем командиром танкового полка в Московском военном округе.
С ноября 1972 года полковник И. Ф. Борисов — в запасе. Жил в городе Электросталь Московской области, работал в ЭНИТИ.
Умер 27 мая 1994 года. Похоронен в Москве на Кузьминском кладбище (участок 8).

## Награды
- Медаль «Золотая Звезда» № 7380 Героя Советского Союза (28 апреля 1945)
- Орден Ленина (28 апреля 1945)
- Орден Отечественной войны I степени (11 марта 1985)
- медаль «За боевые заслуги» (26 ноября 1955)
- Медаль «За победу над Германией в Великой Отечественной войне 1941-1945 гг.»
- медаль «30 лет Советской Армии и Флота»

## Память
Почётный гражданин посёлка Лев Толстой Липецкой области. В городе Электросталь на доме, где жил И. Ф. Борисов, установлена мемориальная доска.

## Семья
Отец — Фёдор Семёнович Борисов, проживал в городе Ступино Московской области.